# 山口悟 (ライトノベル作家)
山口 悟（やまぐち さとる）は、日本の女性ライトノベル作家。小説投稿サイト「小説家になろう」でも活動している。

## 人物
9月7日生まれの乙女座。新潟生まれの新潟在住。犬を飼っている。

## 作品
- 乙女ゲームの破滅フラグしかない悪役令嬢に転生してしまった…（イラスト：ひだかなみ、一迅社文庫アイリス/一迅社）